# 光板田村
光板田村是香港一條鄉村，位於新界荃灣荃錦公路南段，荃景圍東北、曹公潭東南。光板田村依大帽山山腳而建，村屋和寮屋散建於山坡上。
光板田村以盛產大樹菠蘿（又稱波羅蜜）而著名，自1970年代開始種植，現有超過一百株果樹，是香港唯一一處專門種植大樹菠蘿的地方。每年都會舉辦大樹菠蘿節。
值得一提，光板田村並非荃灣鄉事委員會屬下之鄉村。